# ニューフェイン (バーモント州)
ニューフェイン（英: Newfane）は、アメリカ合衆国バーモント州南部の町。ウィンダム郡の郡庁所在地である。人口は1,647人（2020年）。町内にはニューフェイン、ウィリアムズビル、サウスニューフェインの各ビレッジがある。

## 歴史
ニューフェイン町となった所は、ニューハンプシャー払下げ地の1つとして、1753年6月19日にニューハンプシャー植民地総督ベニング・ウェントワースが認証し、第7代ウェストモアランド伯爵ジョン・フェインにちなんでフェインと名付けた。しかし、フレンチ・インディアン戦争の間はインディアンとの敵対関係のために開拓が進まなかった。払下げ地に要求されていた5年以内に最初のタウンミーティングを開催するということができなかったので、その認証は無効と判断された。このために1761年11月3日、ウェントワースは全く新しい認証をニューフェインに発行した。この町には1766年、マサチューセッツ州ウースター郡から家族連れが入植してきた。1812年より前、ニューフェインはウィンダム郡のシャイアータウンになった。住人はニューフェインヒルの上に郡の庁舎を含むビレッジを建設した。しかし、冬季の移動が難しかったので1825年に下の平地に移された。1882年まではラファイエット侯爵にちなんでファイエットビルと呼ばれていた。
町には高い丘陵や深い谷など多様な地形がある。農夫はその間に工作に適した土地を見い出し、また高地では家畜を放牧した。様々な水流が工場に動力を提供し、1859年時点では、革やアマニ油双方の製造所、製粉所2か所、製材所2か所、大型の荷馬車工場があった。その結果、ニューフェインは19世紀に繁栄し、連邦様式、ギリシャ復古調、ヴィクトリア様式などの建築物が建てられ、現代では観光地になっている。

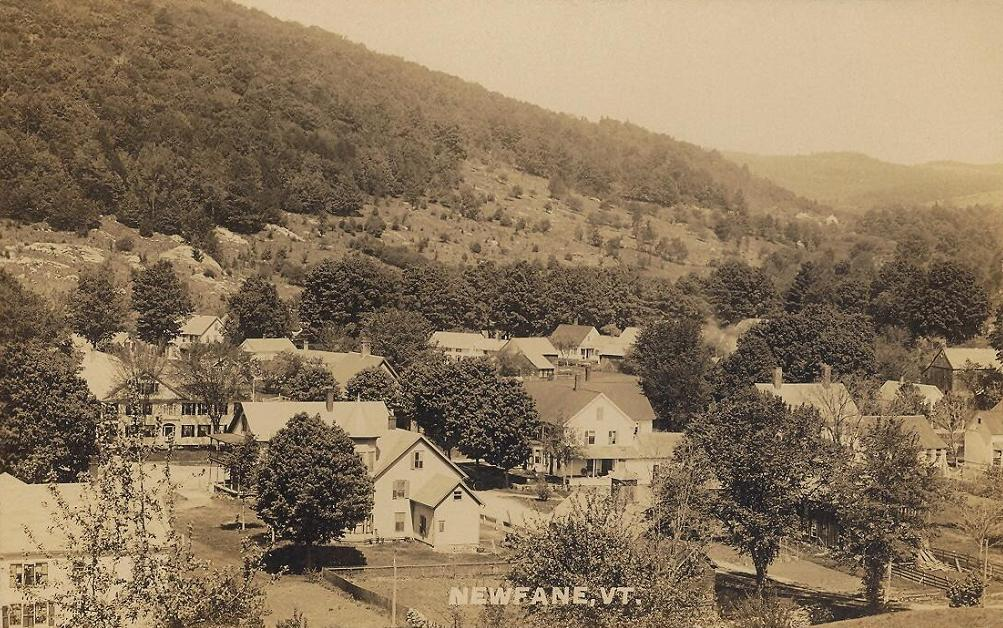
ニューフェインの概観、1909年
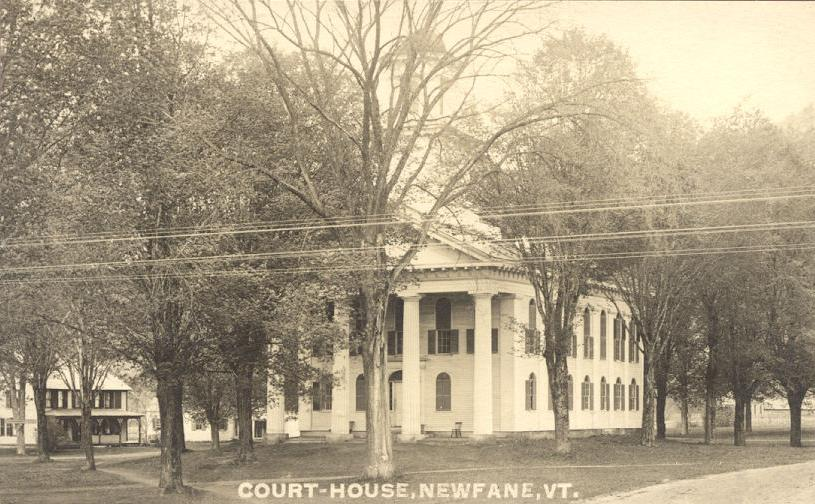
郡庁舎、1825年建設
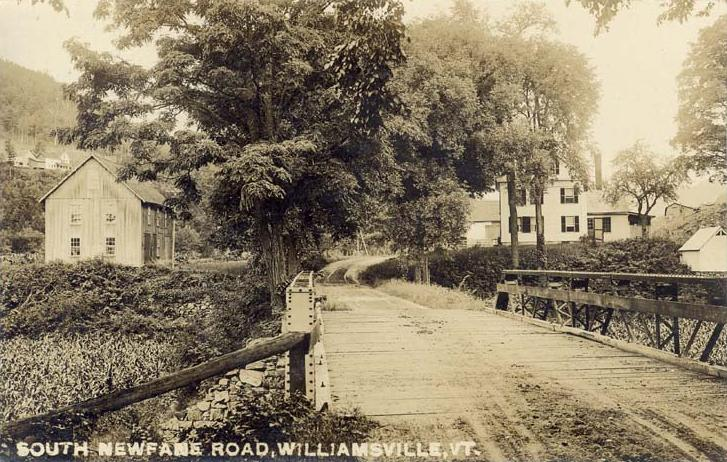
ウィリアムズビルの風景

## 地理
アメリカ合衆国国勢調査局に拠れば、市域全面積は40.4平方マイル (104.6 km2)であり、このうち陸地40.2平方マイル (104.2 km2)、水域は0.1平方マイル (0.4 km2)で水域率は0.35%である。町内をウェスト川とロック川が流れている。
町内をバーモント州道30号線が通っている。

### 気候
ニューフェインの気候は季節によって温度差が大きいのが特徴であり、夏は暖かいか暑くて湿度が高いことが多く、冬は寒くて時には厳しい寒さになる。ケッペンの気候区分に拠れば、湿潤大陸性気候、略号では "Dfb" にあたる。

## 人口動態

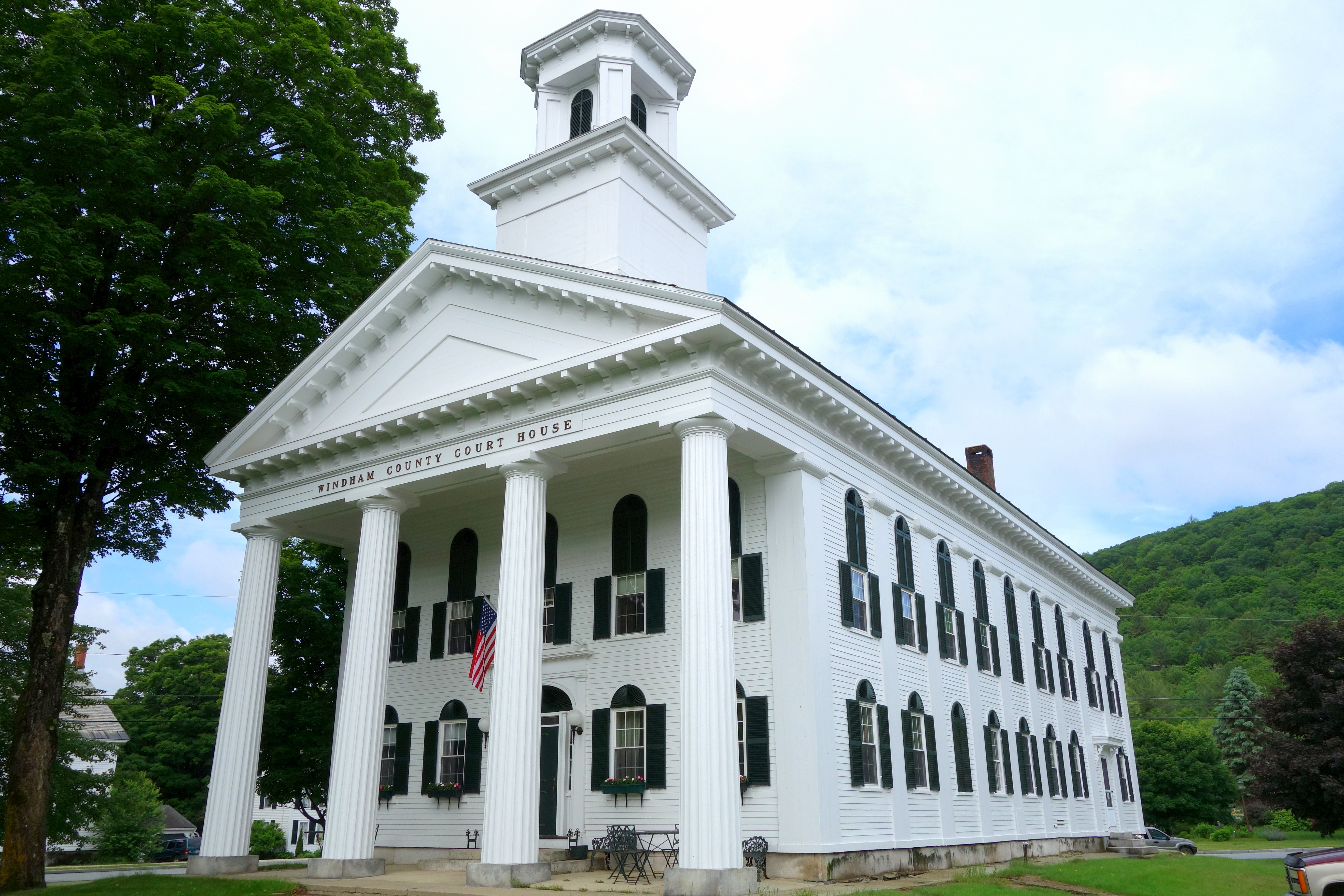
ウィンダム郡庁舎

以下は2000年国勢調査による人口統計データである。
| 基礎データ - 人口: 1,680 人 - 世帯数: 693 世帯 - 家族数: 464 家族 - 人口密度: 16.1人/km2（41.7 人/mi2） - 住居数: 977 軒 - 住居密度: 9.4軒/km2（24.3 軒/mi2） 人種別人口構成 - 白人: 98.10% - アフリカン・アメリカン: 0.18% - ネイティブ・アメリカン: 0.30% - アジア人: 0.12% - 太平洋諸島系: 0.12% - その他の人種: 0.06% - 混血: 1.13% - ヒスパニック・ラテン系: 0.95% 年齢別人口構成 - 18歳未満: 23.9% - 18-24歳: 4.6% - 25-44歳: 27.6% - 45-64歳: 32.4% - 65歳以上: 11.5% - 年齢の中央値: 42歳 - 性比（女性100人あたり男性の人口） - 総人口: 91.6 - 18歳以上: 92.8 | 世帯と家族（対世帯数） - 18歳未満の子供がいる: 31.3% - 結婚・同居している夫婦: 57.1% - 未婚・離婚・死別女性が世帯主: 6.3% - 非家族世帯: 33.0% - 単身世帯: 24.1% - 65歳以上の老人1人暮らし: 7.8% - 平均構成人数 - 世帯: 2.42人 - 家族: 2.88人 収入と家計 - 収入の中央値 - 世帯: 45,735米ドル - 家族: 51,328米ドル - 性別 - 男性: 33,882米ドル - 女性: 27,426米ドル - 人口1人あたり収入: 22,215米ドル - 貧困線以下 - 対人口: 5.1% - 対家族数: 4.7% - 18歳未満: 2.1% - 65歳以上: 7.9% |

## 見どころ
- ウィリアムズビル屋根付橋[11]、1870年建設

## 著名な出身者
- ジョン・ケネス・ガルブレイス、経済学者、「経済学の巨人」と評された

## 大衆文化の中で
1963年、CBSテレビの番組『ルート66』のあるエピソードで撮影場所になった。その回は『ここから出発しない」と題され、マーティン・ミルナーとグレン・コーベットが出演した。
2006年、ジョージ・W・ブッシュ大統領の弾劾決議を通したことで、国内初の町となった。
小説家ハワード・フィリップス・ラヴクラフトの作品『The Whisperer in Darkness』の中で、主人公がタウンゼントに向かう途中でニューフェインを通る。